# Източен Калимантан
Източен Калимантан е една от провинциите на Индонезия. Населението ѝ е 3 422 676 жители (по преброяване от май 2015 г.), а има площ от 129 067 km2. Намира се в часова зона UTC+7.
Религиозният ѝ състав е: 85,2% мюсюлмани, 13,2% християни, 0,62% будисти и други. Провинцията е разделена административно на 10 регентства.
През 2012 г. от Източен Калимантан е отделена и образувана провинцията Северен Калимантан.